# Marta Bergman
Marta Bergman est une réalisatrice et scénariste belgo-roumaine née le 7 juin 1962.

## Biographie
Marta Bergman passe son enfance en Roumanie avant de déménager en Belgique avec ses parents. Elle obtient une licence en communication et journalisme à l'ULB ainsi qu'un diplôme en réalisation à l'INSAS. 
En 2018, elle réalise son premier long-métrage de fiction, Seule à mon mariage, qui a été nommé pour le Magritte du meilleur film. 

## Filmographie
- 1991 : La Ballade du serpent
- 1994 : Bucarest, visages anonymes (avec Frédéric Fichefet)
- 1997 : Un jour, mon prince viendra...
- 1999 : Enfants ouvriers
- 2001 : Heureux séjour (avec Frédéric Fichefet)
- 2004 : Clejani (avec Frédéric Fichefet)
- 2007 : En quoi tu crois ?
- 2007 : À qui sont ces yeux qui me regardent ?
- 2018 : Seule à mon mariage
- 2022 : L'Enfant-Bélier